# Tux (Tyrolsko)
Tux je obec v Rakousku ve spolkové zemi Tyrolsko v okrese Schwaz.
Žije zde 1 902 obyvatel (1. 1. 2011).

## Osobnosti spojené s obcí
Ludwig Gredler (*1967), biatlonista
Elisabeth Kirchler (*1963), běžkyně na lyžích